# АГ-25
АГ-25, «Марксист», А-3 — российская и советская подводная лодка проекта Holland-602L, изготовленная в Канаде и приобретённая для Черноморского флота Российской империи. Была достроена в 1919—1922 годах. Входила в состав Морских сил Чёрного моря, Черноморского флота ВМФ СССР, неоднократно переименовывалась. Приняла активное участие в Великой Отечественной войне на Чёрном море, пропала без вести в 1943 году, так и не была найдена.

## История строительства
Подводная лодка АГ-25 была построена в 1916 году для КВМФ Великобритании по проекту фирмы «Electric Boat» на судоверфи «Barnet Yard» в Ванкувере. 19 сентября (2 октября) 1916 года приобретена АО «Ноблесснер» по заказу Морведа России. В том же году в разобранном виде доставлена морским путём во Владивосток, а оттуда по железной дороге на завод «Наваль» в Николаеве для достройки. 21 августа (3 сентября) 1917 года зачислена в списки кораблей Черноморского флота, но не закладывалась, хранилась в запакованном виде, пока 22 ноября 1919 года не были начаты подготовительные работы к закладке корабля на стапеле (одновременно с готовящейся к закладке АГ-24). 1 июня 1920 года, после того, как в торжественной обстановке и в присутствии А. В. Луначарского была спущена на воду АГ-23, а на стапеле была торжественно заложена подводная лодка АГ-24, получившая название «имени товарища Луначарского», ещё не заложенная АГ-25 получила имя «АГ-25 им. тов. Троцкого».
АГ-25, как и АГ-24, строилась под руководством инженера-механика Я. С. Солдатова, в числе участников строительства был будущий конструктор подводных лодок типа «Малютка» XII серии (проект 40) П. И. Сердюк. Из-за тяжёлых послевоенных условий АГ-25 получила лишь один перископ, установленный в Центральном посту и укороченный с 6 до 5,1 метра.
3 августа 1920 года АГ-25 была заложена на стапеле завода «Руссуд», 21 октября зачислена в списки кораблей Морских сил Чёрного моря, 1 октября 1921 года ещё недостроенная лодка была переименована в ПЛ-18. 5 апреля 1922 года спущена на воду, в апреле-мае прошла приёмные испытания, 24 мая 1922 года вступила в строй под командованием Н. А. Горняковского, 26 мая на лодке был поднят военно-морской флаг.

## История службы
С июля 1922 года по февраль 1923 года ПЛ-18 пять раз использовалась для перевозки дипломатов и дипломатической почты на северное побережье Чёрного моря, в воюющую за независимость Турцию.
В октябре 1922 года ПЛ-18 сопровождала пароход «Ильич» из Севастополя в Сухум и Батум. 14 октября в Сухуме на подводной лодке произошёл взрыв в кормовой группе аккумуляторных батарей во время их зарядки. Точная причина взрыва установлена не была, лодка прошла аварийный ремонт в Николаеве.
31 декабря 1922 года переименована в подводную лодку «Марксист», продолжала нести бортовой номер 18. В 1923 году стала нести бортовой номер 4.
С 1923 по 1927 год «Марксист» активно принимал участие в учениях и манёврах Черноморского флота, неоднократно посещал порты Крыма и побережья Кавказа. С 1927 года лодка получила бортовой номер 14.

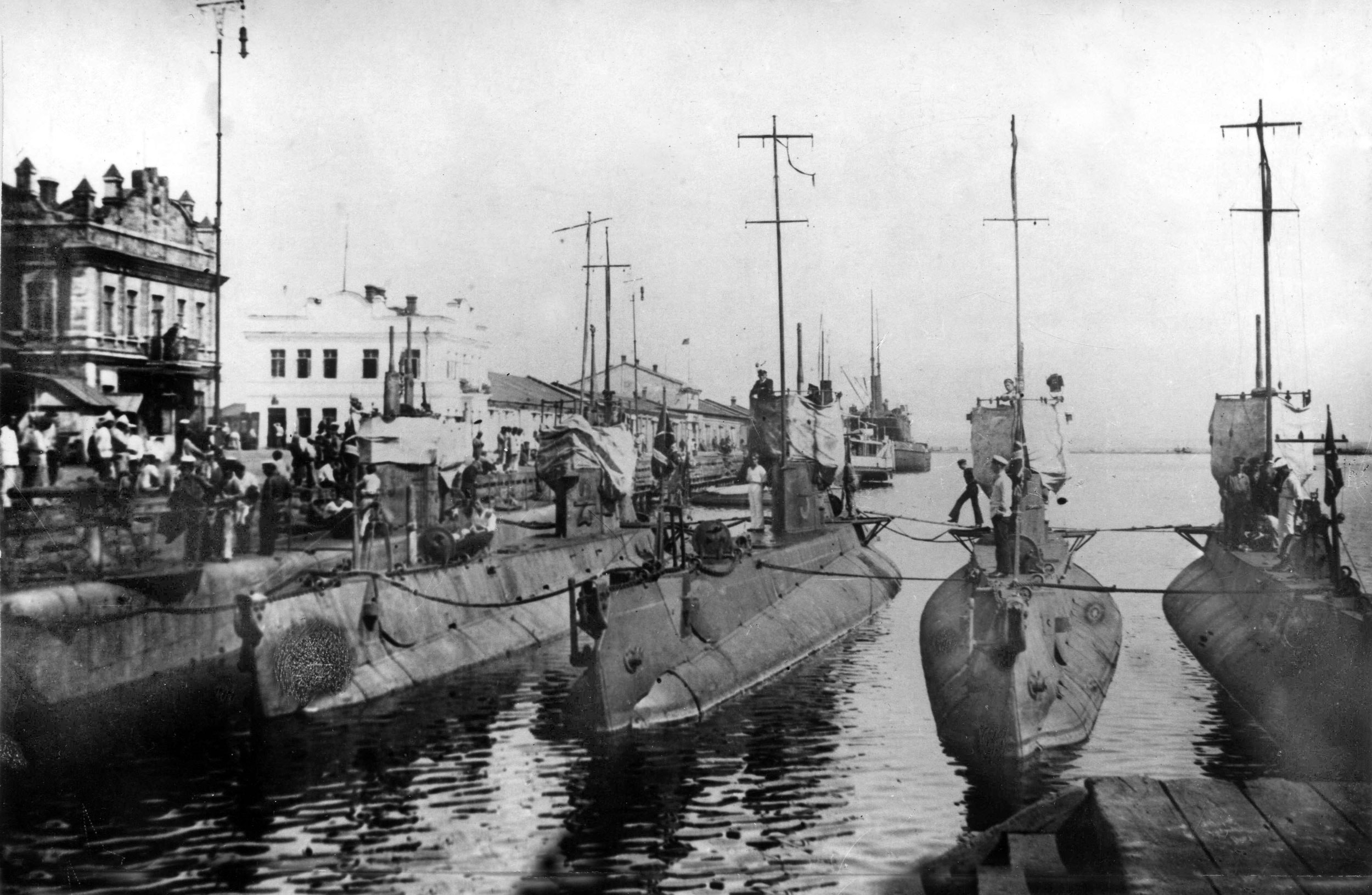
Дивизион подводных лодок в Одессе, 1930—1932 год. «Марксист» — второй справа

С 3 февраля 1931 года в связи с началом службы подводных лодок типа «Декабрист» «Марксист» вместе с остальными лодками типа «АГ» переформирован в состав 2-го дивизиона подводных лодок. В сентябре того же года на «Марксисте» проходило испытание 76-мм динамореактивное (безоткатное) артиллерийское орудие системы Курчевского. По результатам испытаний комиссия рекомендовала подобные орудия к установке на всех подводных лодках типа АГ, однако впоследствии от этой модернизации отказались.
В ноябре-декабре дивизион совершил учебный поход вдоль восточного побережья Чёрного моря.
Летом 1932 года «Марксист» получил бортовой номер 23, в 1932 году лодка использовалась для обучения офицеров-подводников.
В октябре-ноябре 1933 года «Марксист» совершил поход от Севастополя к Туапсе и обратно с целью проведения гравиметрических измерений. Находившийся на борту доцент МГУ Л. В. Сорокин сделал 18 измерений силы тяжести.
15 сентября 1934 года подводная лодка «Марксист» была переименована в А-3, в 1934—1935 годах прошла капитальный ремонт, в ходе которого, в частности получила 45-мм орудие 21-К вместо «Гочкиса».
С 1936 года 2-й дивизион переформирован в 21-й дивизион 2-й бригады подводных лодок с базированием на Каборгу.
С апреля 1939 года 21-й дивизион лодок типа «А» переформирован в 24-й дивизион с базированием на Севастополь. В сентябре 1939 года в связи с началом Второй Мировой войны А-3 выходила в море в полной боевой готовности.

### Служба в годы Второй мировой войны
К началу Великой Отечественной войны А-3, как и остальные лодки данного типа, входила в состав 6-го дивизиона 2-й бригады подводных лодок Черноморского флота, базировавшемся на Поти. Лодка находилась в Севастополе, проходя ремонт. К начали июля лодка вошла в строй и перебазировалась в Поти, где приступила к несению боевой службы. Всего за 1941—1943 годы А-3 совершила 19 боевых походов, осуществила три торпедные атаки, каждая двумя торпедами. В результате достоверно потоплено одно судно: 29 мая 1942 года у Одессы двумя торпедами потоплен шедший в составе конвоя румынский транспорт «Сулина» (3495 брт) с грузом овса и пшеницы, погибло 10 человек.
22 октября 1943 года А-3 вышла из Очемчири в боевой поход в Каламитский залив, 28 октября лодка в последний раз вышла на связь, сообщив об обнаружении транспорта с охранением. В назначенный срок — 6 ноября — лодка на базу не вернулась, пропала без вести и так и не была обнаружена. Предположительной причиной гибели считается подрыв на плавающей мине. Весь экипаж, 32 человека, посмертно награждён орденами Отечественной Войны.
В некоторых источниках утверждается гибель А-3 в результате атаки немецких охотников за подводными лодками 4 ноября 1943 года, однако место атаки находится слишком далеко от позиции лодки, а по времени атаки выходит, что лодка сутками ранее должна была выдвинуться с позиции на базу и быть ещё дальше от указанного района.

## Командиры
- 1921: Ю. В. Пуаре
- 1922—1925: Н. А. Горняковский
- 1925—1926: Б. С. Сластников
- 1926: П. Н. Васюнин
- 1926—1928: М. В. Лашманов
- 1928—1930: К. К. Немирович-Данченко
- 1930: Ф. С. Седельников (временно исполняющий обязанности)[4]
- 1930—1933: Я. А. Солдатов (с перерывами)
- 1932—1933: В. Л. Шатский
- 1933—1935: Ф. С. Маглич
- 1935—1939: С. Т. Савицкий
- 1936: В. А. Тураев (временно исполняющий обязанности)
- 1939—1941: Н. М. Беланов
- 1940—1941: Н. И. Малышев
- 1941—1943: С. А. Цуриков